# Jasmin Open
Jasmin Open este un turneu de tenis care are loc în Monastir, Tunisia. Prima ediție s-a jucat în octombrie 2022. Jasmin Open face parte din circuitul WTA și este listat ca turneu WTA 250.
Turneul a fost introdus în 2022 ca urmare a anulării turneelor WTA din China din cauza controversei privind agresiunea sexuală și dispariția lui Peng Shuai. Un alt motiv semnificativ pentru introducerea acestui turneu a fost ascensiunea jucătoarei tunisiene, Ons Jabeur în clasamentul WTA. Turneul se desfășoară la Tennis Club de Monastir pe terenuri hard în aer liber.

## Rezultate

### Simplu
| An   | Campioană     | Finalistă        | Scor     |
| ---- | ------------- | ---------------- | -------- |
| 2022 | Elise Mertens | Alizé Cornet     | 6–2, 6–0 |
| 2023 | Elise Mertens | Jasmine Paolini  | 6–3, 6–0 |
| 2024 | Sonay Kartal  | Rebecca Šramková | 6–3, 7–5 |

### Dublu
| An   | Campioane                              | Finaliste                          | Scor                  |
| ---- | -------------------------------------- | ---------------------------------- | --------------------- |
| 2022 | Kristina Mladenovic Kateřina Siniaková | Miyu Kato Angela Kulikov           | 6–2, 6–0              |
| 2023 | Sara Errani Jasmine Paolini            | Mai Hontama Natalija Stevanović    | 2–6, 7–6(7–4), [10–6] |
| 2024 | Anna Blinkova Mayar Sherif             | Alina Korneeva Anastasia Zakharova | 2–6, 6–1, [10–8]      |